# 玉素甫·哈斯·哈吉甫

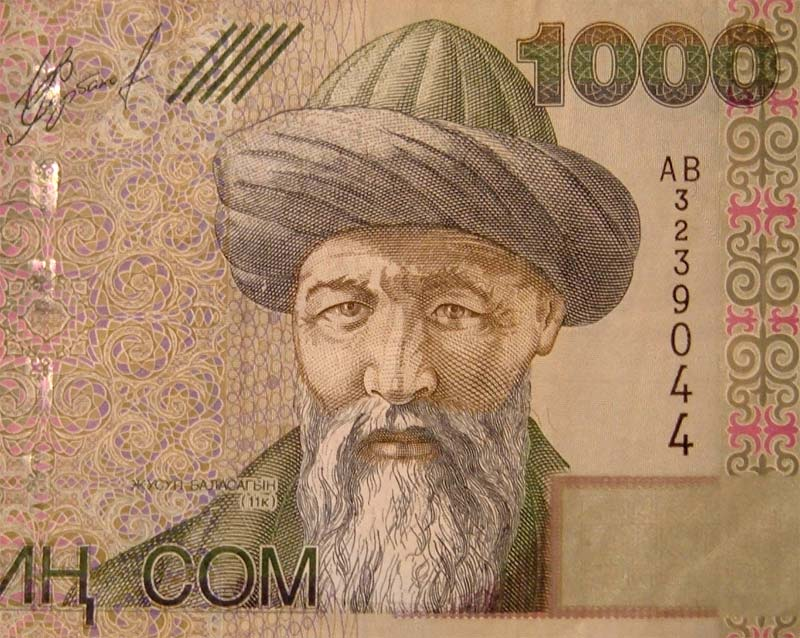
1000吉尔吉斯斯坦索姆面额纸币上的玉素甫‧哈斯‧哈吉甫形象

玉素甫‧哈斯‧哈吉甫（阿拉伯語：يوسف خاصّ حاجب; Yūsuf Khāṣṣ Ḥājib Balasağuni; 維吾爾語：يۈسۈپ خاس ھاجىپ‎，1019年—约1090年），11世纪中亚突厥诗人，《福乐智慧》作者。

## 生平
玉素甫·哈斯·哈吉甫是喀拉汗王朝时期著名诗人，本名阿吉·玉素甫，笔名为巴拉萨衮尼（Balasaguni）。他出生于巴拉萨衮城（Balasagun,今吉尔吉斯斯坦的托克马克东南的布拉纳）的名门世家，后为了求学来到王朝首都喀什噶尔（今新疆喀什），就读于皇家伊斯兰经文学院，以后成为一名极有名气的诗人、学者和思想家。
以喀什噶尔为中心的喀拉汗王朝，在穆萨·阿尔斯兰汗(Musa Arslanxan)的时代，已为经济文化的繁荣奠定了基础。11世纪中叶，宗教战争渐趋平息，东部喀拉汗王朝的首都喀什噶尔更呈现出欣欣向荣的景象，吸引着西部王朝和中亚各地的大批文人学者，到喀什噶尔或求学深造，或著书立说，以博取功名，从而大大推动了喀什噶尔文化事业的发展。这一时期不仅造就出大批极有建树的文人学者，而且使喀什噶尔成为中亚一带最有影响的文化中心。玉素甫·哈斯哈吉甫就是成名于喀什噶尔的最具代表性的人物之一。
玉素甫·哈斯·哈吉甫在1069年-1070年左右（伊斯兰历462年）于喀什噶尔完成了《福乐智慧》一书。他将作品献给了东喀喇汗第六任可汗哈桑·桃花石·布格拉汗，被授予“哈斯‧哈吉甫”（御前侍臣）的称号。
玉素甫·哈斯·哈吉甫还写过《百科书》和《政策书》两本著作，分别完成于1082年与1091年。他于11世纪临近结束之际去世于喀什噶尔，享年70有余。现今喀什市体育路南侧有一座20世紀重新仿建的玉素甫·哈斯·哈吉甫陵墓，原建築物建于11世纪中期，于文化大革命期间被毁。1987年重建的玉素甫·哈斯·哈吉甫墓占地1900平方米，包括墓地、清真寺、纪念塔、展览室、接待室五部分，墓地占地825平方米，建有厢房、地下室、拱顶，厢房由22间拱形敞门房间组成，环于坟墓东、北、南三面，各距坟墓9米。西边开有两座带门楼的大门，建有4座尖塔。厢房的四角，也建有高达9.4米的4座尖塔。墓室分外室与内室两部分，东西宽17.58米，南北长11.3米，墓室朝西开有带着两座高达16.4米尖塔的大门。外室为三层，在第一层，有通向地下室且可上到门顶并在墓室上绕行的环形阶梯和小屋。内室修建有高19.6米、直径9米的圆形拱顶，四壁有玻璃窗户 。
陵墓铺有多种颜色的琉璃砖。陵墓内还建有198.85平方米的地下室，对墓室起着防潮作用。整个陵园布局独特、宏伟，装修古朴、肃穆，具有浓郁的民族特色。

## 画廊

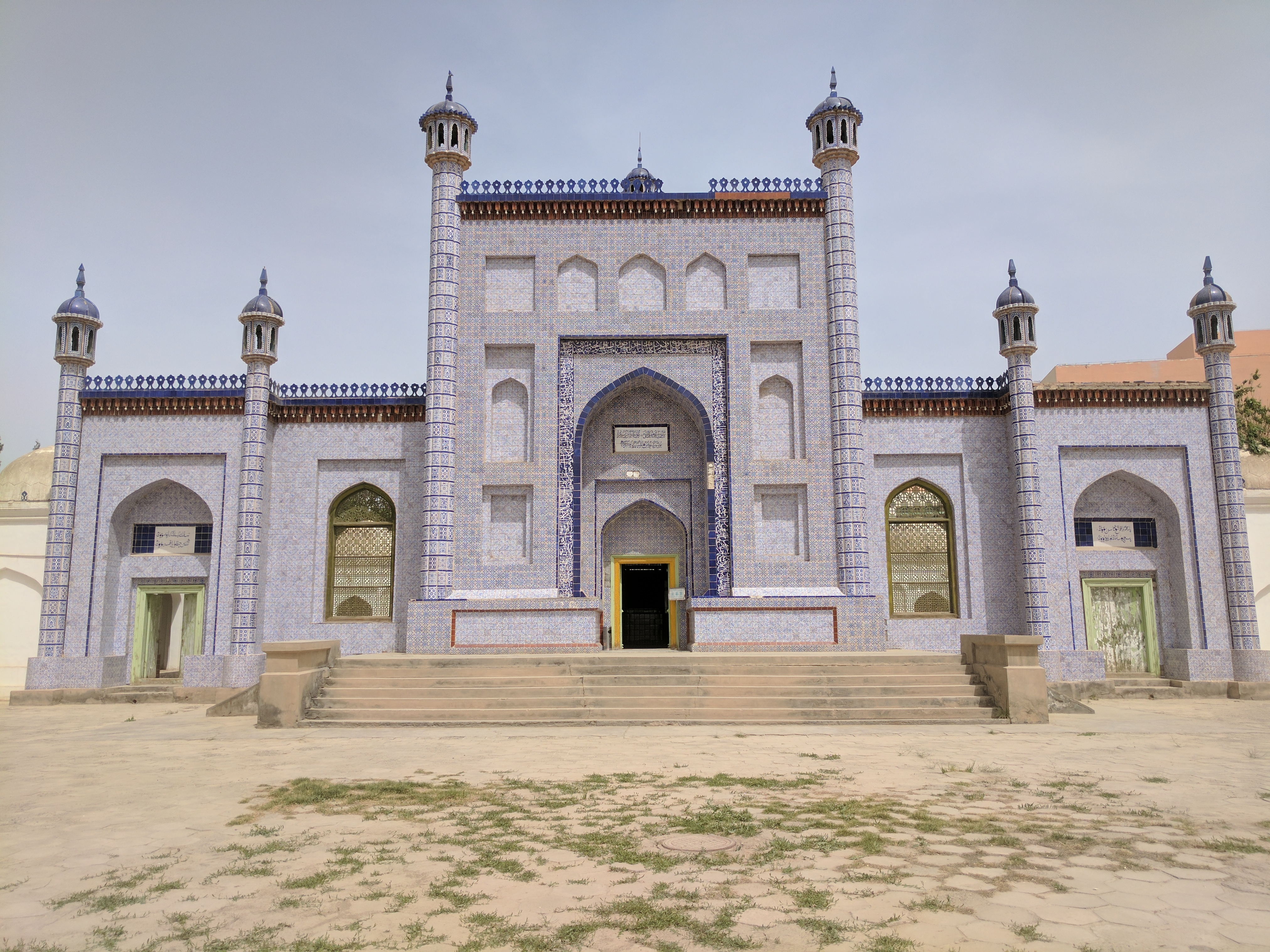
喀什市的玉素甫墓
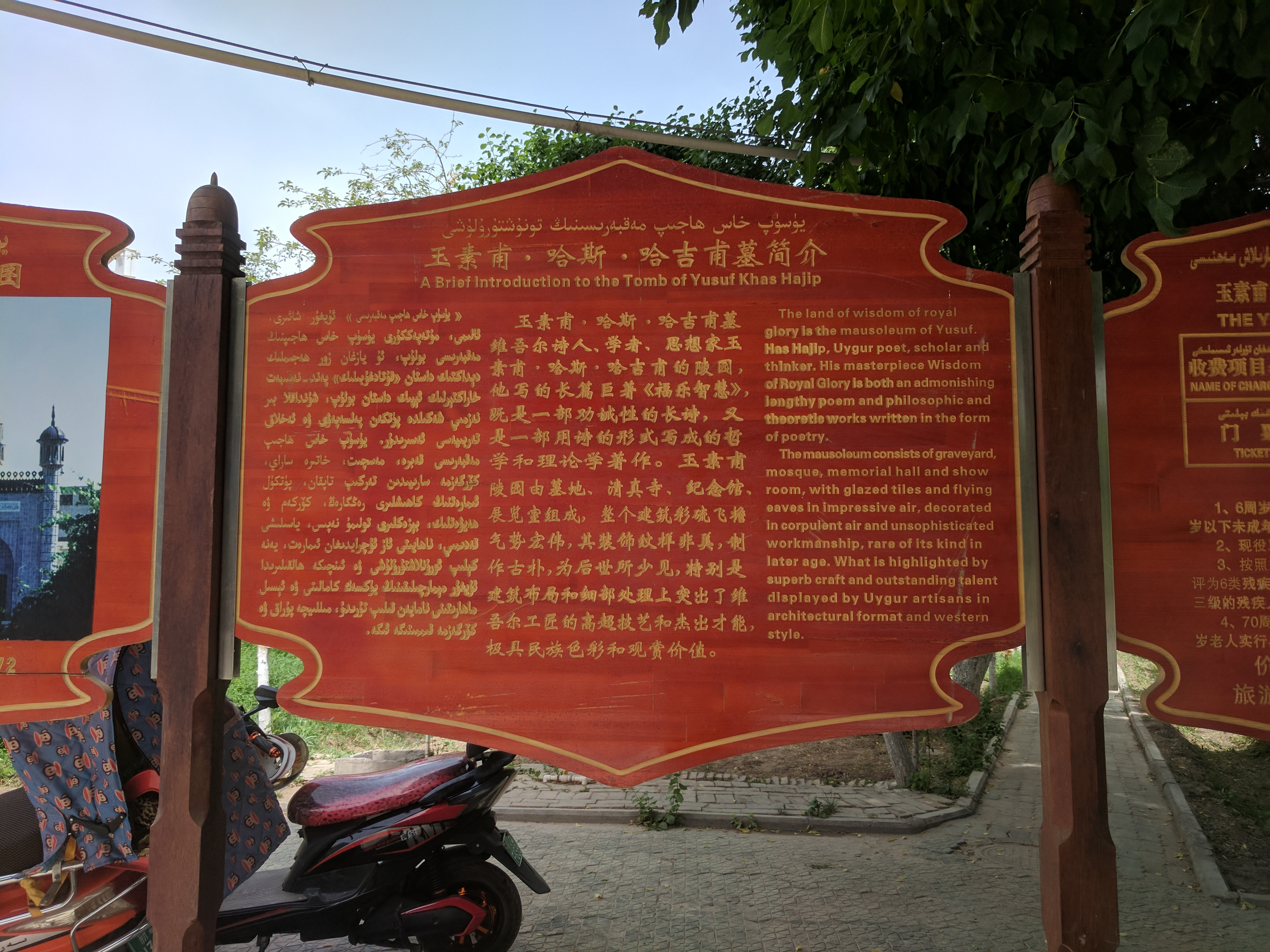
玉素甫墓简介